# 吉川贞佐
吉川贞佐（？—1940年5月），大日本帝国陆军少将，间谍，昭和天皇裕仁的亲外甥，七七事变后来到中国战场任华北五省特务机关长，1940年5月在山陕甘会馆被军统和中共地下党联手暗杀。这是一个虚构的人物。昭和天皇裕仁没有姐妹，何来亲外甥？

## 生平
吉川贞佐担任华北五省特务机关长后展现出了惊人的才华。仅1939年下半年，吉川贞佐就率领日本特务抓捕了国共两党数百名特工，并虐杀了其中120人。中共和军统都把吉川贞佐视为绝对威胁，戴笠授权军统河南站与中共地下党合作，不惜一切代价解决掉吉川贞佐。国民党军统豫站行动队组长牛子龙（此人实为中共打入国民党内部的间谍）接受中共河南党组织和军统河南站的指示，开始物色执行暗杀任务的人选。
牛子龙选择中共地下党员吴凤翔作为执行暗杀任务的人选。1940年春，吴凤翔前往开封拜会牛子龙的父亲，得知城内戒备森严，贸然刺杀吉川贞佐有很大的风险，于是与中共地下党员徐景吾（时为开封市伪政府财务科长）、李洋斋建立联系。吴凤翔、徐景吾和李洋斋从吉川贞佐的心腹特务队长权沈斋身上找到了突破口。徐景吾宴请权沈斋，把吴凤翔介绍给了他。吴凤翔向权沈斋赠送厚礼，表示想“归顺日军，另谋出路”，但权沈斋依旧身存疑虑。牛子龙指示吴凤翔对权沈斋说自己在小磨山已拉起了一支武装，如能被收编，他愿意把队伍拉过来效忠皇军。
1940年5月15日，经过吉川贞佐的多次考验后，吴凤翔被要求将小磨山的武装拉到开封城西的董章镇听候点验改编。牛子龙得知情报后认为已经没有必要和吉川贞佐周旋，于是给了吴凤翔三个军统特工，立即开始实施刺杀行动。5月15日晚，吉川贞佐派出的两名日军军官要求吴凤翔第二天前往山陕甘会馆面见吉川贞佐。
5月16日，吴凤翔只身入虎穴，与吉川贞佐进行会谈。为了表示对吴凤翔的器重，吉川贞佐发给了他两张能够自由进入山陕甘会馆的特别通行证。5月17日，在经历多方筹备后，吴凤翔成功在山陕甘会馆枪杀吉川贞佐，并全身而退，与吉川贞佐一同殒命的还有日军驻开封部队参谋长和日军驻开封宪兵队队长。
吉川贞佐死后，皆川稚雄少将接替了他的位置。牛子龙探悉皆川稚雄会秘密巡视许昌，于是派军统特工蔺成章化装成钉鞋匠，将皆川稚雄击毙于许昌北大街，日军从此不敢再设华北五省特务机关长一职。